# Phare d'entrée de la baie de Buzzards
Le phare d'entrée de la baie de Buzzards (en anglais : Buzzards Bay Entrance Light) est un phare actif situé dans la baie de Buzzards, dans le comté de Dukes (État du Massachusetts).

## Histoire
Le phare, en eau libre, est situé à environ 7 km au sud-ouest de Cuttyhunk Island.
En 1996, la structure actuelle a remplacé une Texas Tower construite en 1961, qui avait à son tour remplacé les bateaux-phares Hens & Chickens (LV-5) et Vineyard Sound (LV-10). La nouvelle tour d'éclairage est similaire au nouveau phare d'Ambrose construit en 1999 mais démantelé en 2008 après qu'un navire l'ait frappé.

## Description
Le phare actuel est une balise au-dessus d'un mât métallique montée sur une plate-forme à quatre pieds peints en rouge. Il émet, à une hauteur focale de 20 m, un bref éclat blan par période de 2,5 secondes. Sa portée est de 17 milles nautiques (environ 31 km).
Il est aussi équipé d'une corne de brume radiocommandée émettant un blast par période de 10 secondes et d'un radar Racon émettant la lettre "B".
Identifiant : ARLHS : USA-100 ; USCG : 1-0630 - Amirauté : J0480.
|                   |
| Elizabeth Islands |

### Lien connexe
- Liste des phares du Massachusetts